# دود اسلحه (فیلم ۱۹۴۵)
دود اسلحه (انگلیسی: Gun Smoke) فیلمی در ژانر وسترن است که در سال ۱۹۴۵ منتشر شد.